# GOLDEN TIME (a flood of circleのアルバム)
『GOLDEN TIME』（ゴールデン・タイム）は、a flood of circle6枚目のアルバム。

## 概要
- このアルバムからメンバーとしてDuran（ギター）が加入。
- Duranの加入により、それまで3人でセッションした後、佐々木が1人でギターを重ねて曲を作っていたのが、4人で一緒にベーシックを録るようになった[1]。
- 初回プレス特典として、スペシャル・ラバーバンドが封入された[2]。
- 「Party!!!」にはヴォーカルとして福原美穂、キーボードに山本健太（オトナモード）、霜田裕司（KEMURI）のホーンセクション、が参加している[3]。
- 「Golden Time」のMVは、“ライブが好き、体力に自信がある人”という条件でエキストラを募集し、熱狂するオーディエンスの前でライブを行なったものとなった[4]。

## 収録曲
DISC1（CD／通常盤・限定盤共通）
1. GO (Album ver.) [3:14]
作詞：佐々木亮介、高崎卓馬
作曲：佐々木亮介
2. Golden Time [4:12]
作詞・作曲：佐々木亮介
3. スカイウォーカー [3:05]
作詞・作曲：佐々木亮介
4. STARS [3:32]
作詞・作曲：佐々木亮介
5. ホットチョコレート [3:09]
作詞・作曲：佐々木亮介
6. Cigarette Roll [2:58]
作詞・作曲：佐々木亮介
7. Black Eye Blues [3:34]
作詞・作曲：佐々木亮介
8. Rodeo Drive [2:24]
作詞・作曲：佐々木亮介
9. KIDS [3:57]
作詞・作曲：佐々木亮介
10. アカネ [4:59]
作詞・作曲：佐々木亮介
11. Party!!! [4:11]
作詞・作曲：佐々木亮介

DISC2（DVD／限定盤のみ）
1. 8th Anniversary Oneman Live "レトロスペクティヴ" Document Movie
2. ナイスサポート曽根巧ドライブデート風インタビュー
3. Golden Time(MV)
4. STARS(MV)
5. KIDS(MV)

## 参加ミュージシャン

### CD
a flood of circle
- 佐々木亮介：Vocal & Guitar
- HISAYO：Bass
- 渡邊一丘：Drams
- Duran：Guitar

Additional Musician
- 山本健太：Keyboard (#5)、Piano (#11)
- 弥吉淳二：Sound Produced (#2,9,10,11)、Support Guitar (#9,10)
- 霜田裕司：Bass Arrangement & Trombone (#11)
- 佐久間勲：Trumpet (#11)
- 村瀬和広：Sax (#11)
- 福原美穂：Chorus (#11)